# World Grand Prix 2009
Il World Grand Prix 2009 si è svolto dal 31 luglio al 23 agosto 2009. Dopo la fase a gironi che si è giocata dal 31 luglio al 16 agosto, la fase finale, a cui si sono qualificate le prime cinque squadre nazionali classificate nella fase a gironi, più il Giappone, paese ospitante, si è svolta dal 19 al 23 agosto a Tokyo, in Giappone. La vittoria finale è andata per l'ottava volta, la seconda consecutiva, al Brasile

## Squadre partecipanti

### Asia
- Cina
- Corea del Sud
- Giappone
- Thailandia

### Europa
- Germania
- Paesi Bassi
- Polonia
- Russia

### America
- Brasile
- Porto Rico
- Rep. Dominicana
- Stati Uniti

## Fase a gironi

### Primo week-end
| Gruppo A                                                     | Gruppo B                                             | Gruppo C                                               |
| ------------------------------------------------------------ | ---------------------------------------------------- | ------------------------------------------------------ |
| Sede: Rio de Janeiro Brasile Germania Porto Rico Stati Uniti | Sede: Kielce Giappone Paesi Bassi Polonia Thailandia | Sede: Ningbo Cina Corea del Sud Rep. Dominicana Russia |

### Secondo week-end
| Gruppo D                                                       | Gruppo E                                    | Gruppo F                                             |
| -------------------------------------------------------------- | ------------------------------------------- | ---------------------------------------------------- |
| Sede: Miao Li Germania Paesi Bassi Rep. Dominicana Stati Uniti | Sede: Macao Brasile Cina Polonia Thailandia | Sede: Osaka Corea del Sud Giappone Porto Rico Russia |

### Terzo week-end
| Gruppo G                                                 | Gruppo H                                            | Gruppo I                                               |
| -------------------------------------------------------- | --------------------------------------------------- | ------------------------------------------------------ |
| Sede: Hong Kong Cina Paesi Bassi Polonia Rep. Dominicana | Sede: Mokpo Brasile Corea del Sud Germania Giappone | Sede: Bangkok Porto Rico Russia Stati Uniti Thailandia |

## Podio

### Campione
Formazione: 1 Fabiana Claudino, 2 Ana Takagui, 3 Danielle Lins, 5 Caroline Gattaz, 6 Thaísa de Menezes, 7 Marianne Steinbrecher, 8 Adenízia da Silva, 9 Natália Pereira, 10 Wélissa Gonzaga, 13 Sheilla de Castro, 14 Fabiana de Oliveira, 15 Regiane Bidias, CT: José Roberto Guimarães

### Secondo posto
Formazione: 1 Marija Borodakova, 2 Hanna Cokur, 3 Marija Žadan, 4 Elena Konstantinova, 6 Ksenija Naumova, 7 Natal'ja Safronova, 10 Julija Sedova, 11 Ekaterina Gamova, 12 Marina Šešenina, 14 Ekaterina Kabešova, 15 Tat'jana Košeleva, 18 Ekaterina Starodubova, CT: Vladimir Kuzjutkin

### Terzo posto
Formazione: 2 Kathleen Weiß, 3 Denise Hanke, 4 Kerstin Tzscherlich, 7 Heike Beier, 9 Berit Kauffeldt, 10 Anne Matthes, 11 Christiane Fürst, 13 Sarah Petrausch, 14 Sabrina Roß, 15 Maren Brinker, 16 Margareta Kozuch, 18 Corina Ssuschke, CT: Giovanni Guidetti

## Classifica finale
| Classifica | Squadre         |
| ---------- | --------------- |
|            | Brasile         |
|            | Russia          |
|            | Germania        |
| 4          | Paesi Bassi     |
| 5          | Cina            |
| 6          | Giappone        |
| 7          | Polonia         |
| 8          | Thailandia      |
| 9          | Stati Uniti     |
| 10         | Porto Rico      |
| 11         | Rep. Dominicana |
| 12         | Corea del Sud   |